# Hickling Broad
Hickling Broad är en sjö i Storbritannien.   Den ligger i grevskapet Norfolk och riksdelen England, i den sydöstra delen av landet, 180 km nordost om huvudstaden London. Arean är 5,9 kvadratkilometer.  Trakten runt Hickling Broad består till största delen av jordbruksmark.